# 121132 Garydavis
121132 Garydavis è un asteroide della fascia principale. Scoperto nel 1999, presenta un'orbita caratterizzata da un semiasse maggiore pari a 2,3372633 au e da un'eccentricità di 0,1127728, inclinata di 7,21974° rispetto all'eclittica.
L'asteroide è dedicato alo statunitense Gary T. Davis, collaboratore del progetto OSIRIS-REx.